# Moe Kamikokuryo
Moe Kamikokuryo (上國料萌衣, Kamikokuryou Moe, née le 24 octobre 1999 à Kumamoto, au Japon) est une chanteuse et idole japonaise du Hello! Project, membre depuis le 11 novembre 2015 du groupe de J-pop ANGERME.

## Biographie
Après avoir échoué aux auditions pour rentrer dans le groupe Morning Musume, Moe retente sa chance en participant au 2015 ANGERME Shin Member Audition. Lors de l'événement pour le single Desugita Kui wa Utarenai / Dondengaeshi / Watashi, le 11 novembre 2015. Moe est annoncée comme membre de la 4e génération des ANGERME.

## Groupes
Au sein du Hello! Project
- Angerme (2015-2025)

## Discographie

### Avec Angerme
Singles
- 27 avril 2016 : Tsugitsugi Zokuzoku / Itoshima Distance / Koi Nara Tokku ni Hajimatteru
- 19 octobre 2016 : Umaku Ienai / Ai no Tame Kyou Made Shinkashite Kita Ningen, Ai no Tame Subete Taikashita Ningen / Wasurete Ageru
- 21 juin 2017 : Ai Sae Areba Nanni mo Iranai / Namida Iro no Ketsui / Majokko Megu-chan
- 13 décembre 2017 : Manner Mode / Kisokutadashiku Utsukushiku / Kimi Dake ja nai sa...friends (DVD single)
- 9 mai 2018 : Nakenai ze・・・Kyoukan Sagi / Uraha=Lover / Kimi Dake ja nai sa...friends (2018 Acoustic Ver.)
- 31 octobre 2018 : Tade Kuu Mushi mo Like it! / 46okunen LOVE
- 10 avril 2019 : Koi wa Accha Accha / Yumemita Fifteen
- 20 novembre 2019 : Watashi wo Tsukuru no wa Watashi / Zenzen Okiagarenai SUNDAY
- 26 août 2020 : Kagiriaru Moment / Mirror Mirror
- 12 juin 2021 : Hakkiri Shiyou ze / Oyogenai Mermaid / Aisare Route A or B?
- 11 mai 2022 : Ai・Mashou / Hade ni Yacchai na! / Aisubeki Beki Human Life
- 19 octobre 2022 : Kuyashii wa / Piece of Peace ~Shiawase no Puzzle~
- 14 juin 2023 : Ai no Kedamono / Dousousei
- 13 décembre 2023 : RED LINE / Life is Beautiful!
- 12 juin 2024 : Bibitaru Ichigeki / Uwasa no Narushii / THANK YOU, HELLO GOOD BYE
- 13 novembre 2024 : Hatsukoi, Hanabie / Yuuyuu Kankan gonna be alright!!

Albums
- 15 mai 2019 : Rinnetenshou ~ANGERME Past, Present & Future~
- 22 mars 2023 : BIG LOVE

## Filmographie
films
- 2017 : JK Ninja Girls (une camarade de classe)

## Autres
Comédies musicales et théâtres
- 2016 : MODE (Hosokawa Michiko)
- 2017 : Yumemiru Television (Kawai Hanako)
- 2018 : LADY OUT LAW!
- 2018 : Attack No.1 (Hayakawa Midori)

## Liens
- (ja) Profil officiel avec Angerme